# Tepuianthus
Tepuianthus är ett släkte av tibastväxter. Tepuianthus ingår i familjen tibastväxter.
Kladogram enligt Catalogue of Life:
| Tepuianthus | \| \| Tepuianthus aracensis \| \| \| \| \| \| Tepuianthus auyantepuiensis \| \| \| \| \| \| Tepuianthus colombianus \| \| \| \| \| \| Tepuianthus sarisarinamensis \| \| \| \| \| \| Tepuianthus savannensis \| \| \| \| \| \| Tepuianthus yapacanensis \| \| \| \| |
|             | \| \| Tepuianthus aracensis \| \| \| \| \| \| Tepuianthus auyantepuiensis \| \| \| \| \| \| Tepuianthus colombianus \| \| \| \| \| \| Tepuianthus sarisarinamensis \| \| \| \| \| \| Tepuianthus savannensis \| \| \| \| \| \| Tepuianthus yapacanensis \| \| \| \| |
|             | Tepuianthus aracensis |
|             | |
|             | Tepuianthus auyantepuiensis |
|             | |
|             | Tepuianthus colombianus |
|             | |
|             | Tepuianthus sarisarinamensis |
|             | |
|             | Tepuianthus savannensis |
|             | |
|             | Tepuianthus yapacanensis |
|             | |